# Wai
För andra betydelser, se Wai (olika betydelser).
Wai är ett könsneutralt förnamn. 118 män har namnet i Sverige och 104 kvinnor. Flest bär namnet i Stockholm, där 45 män och 44 kvinnor har namnet.